# Вила Савиола (Мантова)
Вила Савиола је насеље у Италији у округу Мантова, региону Ломбардија.
Према процени из 2011. у насељу је живело 687 становника. Насеље се налази на надморској висини од 19 м.